# Denis Woronoff
Denis Woronoff est un historien français, professeur émérite à l'université Panthéon-Sorbonne, spécialiste de l'histoire économique de la France.

## Biographie
De 1983 à 1987, il dirige l'Institut d'histoire moderne et contemporaine.
Avec l'économiste Robert Salais et l'historien de l'économie Michel Margairaz, il a créé en 1997 l'unité mixte de recherche du CNRS « Institutions et dynamiques historiques de l’économie » (CNRS – Universités de Paris 1, Paris VIII, Paris X, ENS Cachan).
Denis Woronoff a participé à la fondation du CILAC (Comité d'information et de liaison pour l'archéologie, l'étude et la mise en valeur du patrimoine industriel) et à la création du Centre de recherche en histoire des sciences et des techniques (CSI La Villette).

## Travaux
Son livre Envelopper les objets : Pour une histoire de l’emballage en France du XVIIIe siècle à nos jours paru en 2015 retrace l'évolution des emballages de produits commerciaux.

## Publications
- Nouvelle histoire de la France contemporaine, t. 3 : La République bourgeoise : de Thermidor à Brumaire, 1794-1799, Paris, Éditions du Seuil, coll. « Points. Histoire » (no 103), 1972, 246 p. (ISBN 2-02-000654-5, présentation en ligne), [présentation en ligne], [présentation en ligne]. Réédition : Nouvelle histoire de la France contemporaine, t. 3 : La République bourgeoise : de Thermidor à Brumaire, 1794-1799, Paris, Éditions du Seuil, coll. « Points. Histoire » (no 103), 2004 (1re éd. 1972), 250 p. (ISBN 2-02-067633-8).
- L'Industrie sidérurgique en France pendant la Révolution et l'Empire, Paris, éditions de l'EHESS, 1984.
- Forges et forêts. Recherches sur la consommation proto-industrielle de bois, Paris, éditions de l'EHESS, 1990, 263 p.
- Histoire de l'industrie en France, du XVIe siècle à nos jours[2], Seuil, 1994.
- « Naissance de l'industrie », L'Histoire, n° 195, janvier 1996.
- François de Wendel, Paris, Presses de Sciences Po, coll. « Références-facettes », 2001, 297 p. (ISBN 2-7246-0805-4, présentation en ligne), [présentation en ligne], [présentation en ligne].
- La France industrielle, gens des ateliers et des usines, 1890-1950, Paris, éditions du Chêne, 2003 [présentation en ligne].
- Envelopper les objets : Pour une histoire de l’emballage en France du XVIIIe siècle à nos jours, Presses universitaires de Valenciennes, 2015 [présentation en ligne].